# Phasidia meridionalis
Phasidia meridionalis là một loài bướm đêm trong họ Noctuidae.